# Jeanette Winterson
Jeannette Winterson (sinh ngày 27 tháng 8 năm 1959, tại Manchester, Vương quốc Anh) là một tiểu thuyết gia nổi tiếng với tác phẩm đầu tay có tên Oranges Are Not the Only Fruit (Cam không phải là trái cây duy nhất), năm 26 tuổi; tác phẩm này giành được giải thưởng Whitbread Prize dành cho tiểu thuyết đầu tay năm 1985, được chuyển thể thành phim truyền hình năm 1990 và được giải thưởng BAFTA cho Vở kịch hay nhất.

## Tiểu sử
Ngày 21 tháng 01 năm 1960, Jeannette Winterson được một cặp vợ chồng (Constance và John William Winterson) theo đạo Pentecost ở Accrington, Lancashire nhận làm con nuôi. Khi còn nhỏ, mẹ bà thường đọc cho bà nghe các câu chuyện từ Kinh thánh. Bà bắt đầu viết văn từ năm 6 tuổi.
Trong quá trình trưởng thành, bà luôn tự hỏi về giới tính thật của mình là gì và tình yêu thực sự đến từ đâu. Năm 16 tuổi, bà tuyên bố mình đang có một quan hệ đồng tính, và đã không được bố mẹ chấp nhận. Do vậy, bà đã phải rời bỏ gia đình.
Bà tiếp tục học Anh văn tại St Catherine’s College, Oxford. Tiếp tục sự nghiệp viết văn cho đến tận bây giờ.
Năm 2015, Jeanette kết hôn với Susie Orbach, người phụ nữ đã có 2 đời chồng, trong đó, cuộc hôn nhân đầu tiên kéo dài 6 tháng và cuộc hôn nhân thứ 2 kéo dài trong vòng 34 năm.

## Sự nghiệp
Jeanette Winterson bắt đầu sự nghiệp viết văn khi còn rất sớm. Bà tiếp tục theo đuổi con đường văn chương và dành giải thưởng đầu tiên cho tác phẩm Organges are not the only fruits (tạm dịch: cam không phải là trái cây duy nhất). Tác phẩm này đã đưa tên tuổi của bà đến với công chúng nhiều hơn. Năm 1990, cuốn tiểu thuyết đã được chuyển thể thành phim truyền hình và được trao giải thưởng điện ảnh của Viện Hàn lâm Anh quốc (Bristish Academy of Films and Television Arts)
Năm 1987, bà tiếp tục giành được giải thưởng John Llewellyn Rhys cho cuốn tiểu thuyết The Passion (tạm dịch: Đam mê), viết về châu Âu dưới đế chế của Na-pô-lê-ông.
Các tác phẩm của bà đề cập tới những chủ đề về giới hạn của sự vật hữu hình và tưởng tượng, các cực giới tính, và đặc điểm giới tính.
Sau khi mua một ngôi nhà bỏ hoang tại Spitalfields, phía đông của Luân đôn, sau đó tân trang lại thành một căn hộ a pied-à-terre có tầng trệt bán đồ ăn hữu cơ.
Năm 1994 và năm 2013, bà đã giành giải thưởng Lambda Literary Awards với tác phẩm Tiểu thuyết Written on the Body (tạm dịch: Được viết lên cơ thể), và hồi ký Why Be Happy When You Could Be Normal? (tạm dịch: Tại sao hạnh phúc khi bạn có thể bình thường) dành cho giới đồng tính nữ.
Năm 2009, Jeanette tái khởi động lại nhà hát kịch Bush tại Shepherd's Bush, Luân đôn. Bà đã viết và thực hiện dự án 66 cuốn sách dựa theo một chương trong Kinh thánh King James . Dự án được thực hiện cùng với các nhà văn và nhà thơ khác như Paul Muldoon, Carol Ann Duffy, Anne Michaels và Catherine Tate.
Năm 2016, bà được chọn là 1 trong 100 phụ nữ của BBC.

## Danh mục sách
- Oranges Are Not the Only Fruit (1985)
- Boating for Beginners (1985)
- Fit For The Future: The Guide for Women Who Want to Live Well (1986)
- The Passion (1987)
- Sexing the Cherry (1989)
- Oranges Are Not The Only Fruit: the script (1990)
- Written on the Body (1992)
- Art & Lies: A Piece for Three Voices and a Bawd (1994)
- Great Moments in Aviation: the script (1995)
- Art Objects: Essays in Ecstasy and Effrontery (1995) - essays
- Gut Symmetries (1997)
- The World and Other Places (1998) - short stories
- The Dreaming House (1998)
- The PowerBook (2000)
- The King of Capri (2003) - children's literature
- Lighthousekeeping (2004)
- Weight (2005)
- Tanglewreck (2006) - children's literature
- The Stone Gods (2007)
- The Battle of the Sun (2009)
- Ingenious (2009)
- The Lion, The Unicorn and Me: The Donkey's Christmas Story (2009)
- Why Be Happy When You Could Be Normal? (2011) - memoir
- The Daylight Gate (2012)
- The Gap of Time (2015)
- Christmas Days: 12 Stories and 12 Feasts for 12 Days (2016)